# Покровка (Казаркинский сельсовет)
Покровка — деревня в Макушинском районе Курганской области России. Входит в состав Макушинского муниципального округа.

## География
Стоит возле озёр Ушанькино и Тушманное.

## История
До 1917 года в составе Моршихинской волости Курганского уезда Тобольской губернии. По данным на 1926 год состояла из 72 хозяйств. В административном отношении входила в состав Стенюковского сельсовета Макушинского района Курганского округа Уральской области.
До 2018 года входила Трюхинского сельсовета, упразднённого Законом Курганской области от 27 июня 2018 года N 66,.
С 2020 года, после упразднения Казаркинского сельсовета, входит в Макушинский муниципальный округ.

## Население
| 1989 | 2002 | 2010 |
| ---- | ---- | ---- |
| 154  | ↘152 | ↘96  |

По данным переписи 1926 года в деревне проживало 318 человек (147 мужчин и 171 женщина), в том числе: русские составляли 100 % населения.

## Инфраструктура
Личное подсобное хозяйство.

## Транспорт
Деревня доступна автотранспортом.